# Южный Урал (село)
Ю́жный Ура́л — село в Оренбургском районе Оренбургской области. Административный центр Южноуральского сельсовета.

## Этимология
В названии села отражена характеристика географического положения Оренбургской области, которая находится на Южном Урале.

## География
Село находится на расстоянии 9 км к юго-западу от города Оренбург, административного центра района и области.

### Часовой пояс
Село Южный Урал, как и вся Оренбургская область, находится в часовой зоне МСК+2. Смещение применяемого времени относительно UTC составляет +5:00.

## Население
| 2002 | 2010  | 2021  |
| ---- | ----- | ----- |
| 1202 | ↗2032 | ↗4599 |

## Улицы
| - ул. 65 лет Победы, - ул. Айвазовского, - ул. Бажова, - ул. Беляева, - ул. Берёзка, - ул. Братская, - ул. Будённого, - ул. Васильковая, - ул. Весенняя, - ул. Вишнёвая, - ул. Высоцкого, - ул. Дачная, | - ул. Дорожная, - ул. Дружбы, - ул. Дубравная, - ул. Есенина, - ул. Илекская, - ул. Ипподромная, - пер. Кленовый, - ул. Кольцевая, - ул. Купеческая, - ул. Лазурная, - ул. Лермонтова, - ул. Лесная, | - ул. Льва Толстого, - ул. Мира, - ул. Молодёжная, - ул. Набережная, - ул. Новая, - ул. Пушкина, - ул. Рябиновая, - ул. Самолётная, - ул. Северная, - пер. Сельский, - ул. Симонова, - ул. Сиреневая, | - ул. Советская, - ул. Солнечная, - ул. Спортивная, - ул. Сурикова, - ул. Уральская, - ул. Хвойная, - ул. Цветочная, - ул. Центральная, - пер. Черёмушки, - ул. Школьная, - ул. Южная, - ул. Ясная. |